# Фотопластинка
Фотопласти́нка — фотоматериал на стеклянной подложке. Представляет собой плоскопараллельную стеклянную пластинку с нанесённым на неё светочувствительным слоем. До изобретения фотоплёнки на гибкой подложке из целлулоида были единственным носителем негативного изображения, на который велась съёмка.

## Историческая справка
В фотографии фотопластинки служили основным негативным фотоматериалом с момента изобретения мокрого коллодионного фотопроцесса, заменившего дагерротипию и калотипию, вплоть до начала XX века. Первым использовать для калотипии стеклянную подложку вместо бумажной в 1847 году предложил племянник Нисефора Ньепса Абель Ньепс де Сен Виктор. Светочувствительный галогенид серебра удерживался на стекле при помощи альбумина, впоследствии заменённого коллодием, а затем желатином. 
С негативов на фотопластинках контактным способом печатались фотографии на фотобумаге или диапозитивы на позитивных фотопластинках. 
Фотопластинки сыграли большую роль в астрономии, обязанной этому фотоматериалу многочисленными открытиями, например обнаружением малых планет в 1891 году. Спустя 40 лет, благодаря сравнению блинк-компаратором фотопластинок, отснятых астрографом с интервалом в несколько суток, произошло открытие Плутона. В астрономии пластинки более столетия использовались для наблюдений за небесными телами и спектрометрии. Важным достоинством перед фотоплёнками долгое время оставалось полное отсутствие усадки после лабораторной обработки и сушки. Это позволяет проводить достоверные измерения некоторых величин по изображению. 
- Негатив на стеклянной фотопластинке. Москва 1921
- Фотопластинки в оригинальной упаковке. Москва 1910
- Кассета для фотопластинок фотоаппарата «ФКД»
- Подставка для фотопластинок в обсерватории
- Советские стеклянные фотопластинки

Начиная с 1920-х годов с распространением роликовых фотоплёнок пластиночные крупноформатные фотоаппараты стали выходить из употребления из-за хрупкости и большого веса фотоматериала. Оставшаяся аппаратура этих форматов была приспособлена к листовой фотоплёнке, заменившей пластинки в художественной и бытовой фотографии. В таких прикладных отраслях, как астрономия, где усадка фотоплёнки оказалась неприемлемой, фотопластинки использовались до 1990-х годов. Ещё одной областью применения фотопластинок было изготовление фотошаблонов и полиграфия, но появление фототехнических плёнок на безусадочной полиэтилентерефталатной подложке привело к вытеснению стеклянных пластин и из этих отраслей.  
В настоящее время (2017 год) большинство производителей фотокиноматериалов продолжают выпускать небольшой ассортимент фотопластинок, предназначенных для прикладной фотографии. В России фотопластинки изготавливаются предприятием «Микрон», входящим в состав ОАО «Славич». Для регистрации заряженных частиц и голографии выпускаются специальные сорта фотопластинок с толстой фотоэмульсией, непригодной для полива на гибкую подложку. Существует несколько производителей жидкой эмульсии, на основе которой можно самостоятельно приготовить стеклянные фотопластинки и другие светочувствительные материалы. Фотопластинки продолжают использоваться фотохудожниками в старых технологиях, таких как амбротипия.

## Форматы пластинок
В XIX столетии размеры фотопластинок были стандартизированы относительно базового формата, называвшегося «целой пластинкой» (англ. Whole Plate). Её размеры составляли 6,5×8,5 дюймов (16,4×21,6 сантиметра), и были унаследованы ещё от дагеротипии. Более мелкие форматы получались кратным делением целой пластинки. Так, «полпластинки» (англ. Half Plate) имели размер 4,25×5,5 дюйма, а «четверть пластинки» (англ. Quarter Plate) составляла 3,25×4,25 дюйма. Распространение дешёвых карманных фотопортретов привело к появлению ещё более миниатюрных пластинок: 1/6 (англ. Sixth Plate — 2,75×3,25 дюйма), 1/9 (англ. Ninth Plate — 2×2,5 дюйма) и 1/16 (англ. Sixteenth Plate — 1⁵/₈×2¹/₈ дюйма). В Европе наиболее распространённым считался формат в «треть пластинки», также называвшийся «увеличенной половиной». Размеры кадра составляли 4,75×6,25 дюйма или 12×16 сантиметров.
Готовые фотографии, печатавшиеся контактным способом, классифицировались подобным образом, но не все размеры отпечатков совпадали со шкалой пластиночных форматов: например, размеры снимка в «четверть» от целого составляли 3¹/₈×4¹/₈ дюйма. Среди фотографов конца XIX — начала XX века было общепринятой практикой разрезать большие фотопластинки, получая более мелкий формат, поэтому размеры были часто приблизительными. В России и европейских странах, использовавших метрическую систему, был принят другой стандартный ряд, получаемый из «целой пластинки» 18×24 сантиметра. Формат «полпластинки» составлял при этом 13×18, а «четверть пластинки» — 9×12 см. Пластинки размера 24×30 назывались «экстра». Форматы, общепринятые в странах с английской системой мер, в России часто назывались английскими, например «четвертной английский формат».

## Особенности
Главными достоинствами стекла в качестве подложки считаются неизменность формы, неограниченная долговечность и химическая инертность. При архивном хранении фотопластинок процесс старения затрагивает только фотоэмульсию, в отличие от фотоплёнок, подложка которых теряет эластичность и коробится. Кроме того, фотоплёнка больших форматов может изгибаться в кадровом окне фотоаппарата, что требует специальных приспособлений для выравнивания. Стекло для фотопластинок производится в соответствии с определёнными требованиями по прозрачности, чистоте, химической стойкости и механической прочности. С точки зрения оптики подложка должна представлять собой плоскопараллельную пластину со строго постоянной толщиной. Для большинства фотопластинок применяется стекло толщиной 0,8—2,0 мм. Для пластинок крупных форматов (30×40 см и больше) используется более толстое стекло.
Недостатками фотопластинок являются их хрупкость и большой вес. В отличие от фотоплёнки, никак не реагирующей на падение и удары, фотопластинки требуют бережного обращения. Одинаковый запас фотоматериала, достаточный для съёмки того же количества кадров одного формата, на стеклянной подложке весит в несколько раз больше, чем на целлулоидной. Важным недостатком фотопластинок долгое время была низкая оперативность перезарядки. Однако, уже в конце XIX века появились многочисленные конструкции кассет магазинного типа, позволяющие производить смену пластинки в течение одной-двух секунд. Они быстро получили популярность в ящичных фотоаппаратах, пригодных для репортажной съёмки. Современные форматные камеры пригодны для съёмки как на фотопластинки, так и на листовую плёнку, форматы которой совпадают с пластиночными. В последнем случае в кассету вставляется чистое стекло, на которое накладывается фотоплёнка эмульсией наружу.